# Austin Carr
Pour les articles homonymes, voir Carr.
Austin George Carr (né le 10 mars 1948) est un ancien joueur américain professionnel de  basket-ball de National Basketball Association.

## Biographie
Carr est né à Washington, D.C., a évolué à "Holy Redeemer School", puis au lycée "Mackin Catholic". Lors de sa saison senior, Carr fut nommé PARADE magazine All-American avec des joueurs tels Artis Gilmore, Howard Porter, Jim McDaniels et Curtis Rowe, tous devenant des joueurs majeurs à l'université.
Arrière shooteur d'1,95 m, il intégra l'université Notre-Dame, après avoir inscrit plus de 2000 points lors de sa carrière au lycée. À l'issue de ses trois années à Notre Dame, Carr a inscrit 2560 points (soit une moyenne de 34.5 points par match), le classant au 5e rang de l'histoire de la NCAA au moment de son départ. Lors de ses deux dernières saisons, Carr est devenu le deuxième joueur universitaire à compiler plus de 1000 points en une saison, rejoignant Pete Maravich dans ce groupe réduit. Carr détient les records du tournoi NCAA pour le plus grand nombre de points inscrits sur un match (61 contre Ohio en 1970), le plus grand nombre de tirs réussis sur un match (25) ainsi que le plus grand nombre de tirs tentés sur un match (44). Son moyenne record de points inscrits de 50 points par match en sept rencontres de playoffs NCAA n'a pas encore été battu.
Carr fut sélectionné au premier rang de la draft 1971 par les Cavaliers de Cleveland. Carr fut aussi sélectionné en 1971 lors de la draft ABA par les Virginia Squires, mais signa avec les Cavaliers le 5 avril 1971.
La première saison de Carr en NBA fut perturbée par une série de blessures. Lors de la pré-saison 1971, il se cassa le pied gauche et manqua le premier mois de compétition. Moins d'un mois après son retour, il subit une nouvelle blessure au pied, lui faisant manquer sept semaines de compétition.
L'arrivée du futur "Hall of Famer" Lenny Wilkens au début de la saison 1972-73 donna à Carr un solide partenaire dans les lignes arrières, permettant aux Cavaliers de remporter neuf matchs supplémentaires.
La meilleure saison de Carr arriva l'année suivante, où il réalisa ses meilleures moyennes: 21,9 points, 3,6 rebonds et 376 passes décisives par match tout en tirant à 85.6 % sur la ligne de lancer-francs.
Lors des trois saisons suivantes, Carr eut un rôle stratégique dans l'accession à trois playoffs consécutifs. Cleveland rencontra les Celtics de Boston lors de la Finale de la Conférence Est 1976 perdue en six matchs. Ils furent éliminés au premier tour des playoffs 1977 par les Washington Bullets dans une série en trois matchs. Ils furent battus d'une manière similaire en 1978, perdant face aux Knicks de New York en deux matchs.
Carr joua sa dernière saison avec les Mavericks de Dallas et les Washington Bullets avant de prendre sa retraite en 1981, terminant sa carrière avec des moyennes de 15,4 points, 2,9 rebonds et 2,8 passes décisives par match.
Le maillot numéro 34 de Carr est l'un des six retirés par les Cavaliers.
Aujourd'hui, Carr a travaillé comme directeur des relations publiques pour les Cavaliers et est aussi commentateur de l'équipe de Fox Sports Net Ohio.